# 15式機雷
15式機雷（15しききらい）は、日本の海上自衛隊が装備する機雷である。

## 概要
91式機雷を改良して2015年から調達されているが、機密が多く形状も性能も不明である。
掃海母艦から軌条投下によって敷設ができる。
石川製作所製。令和3年度防衛基盤整備協会賞受賞。